# MACS0647-JD

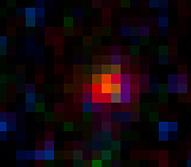
A view of MACS0647-JD

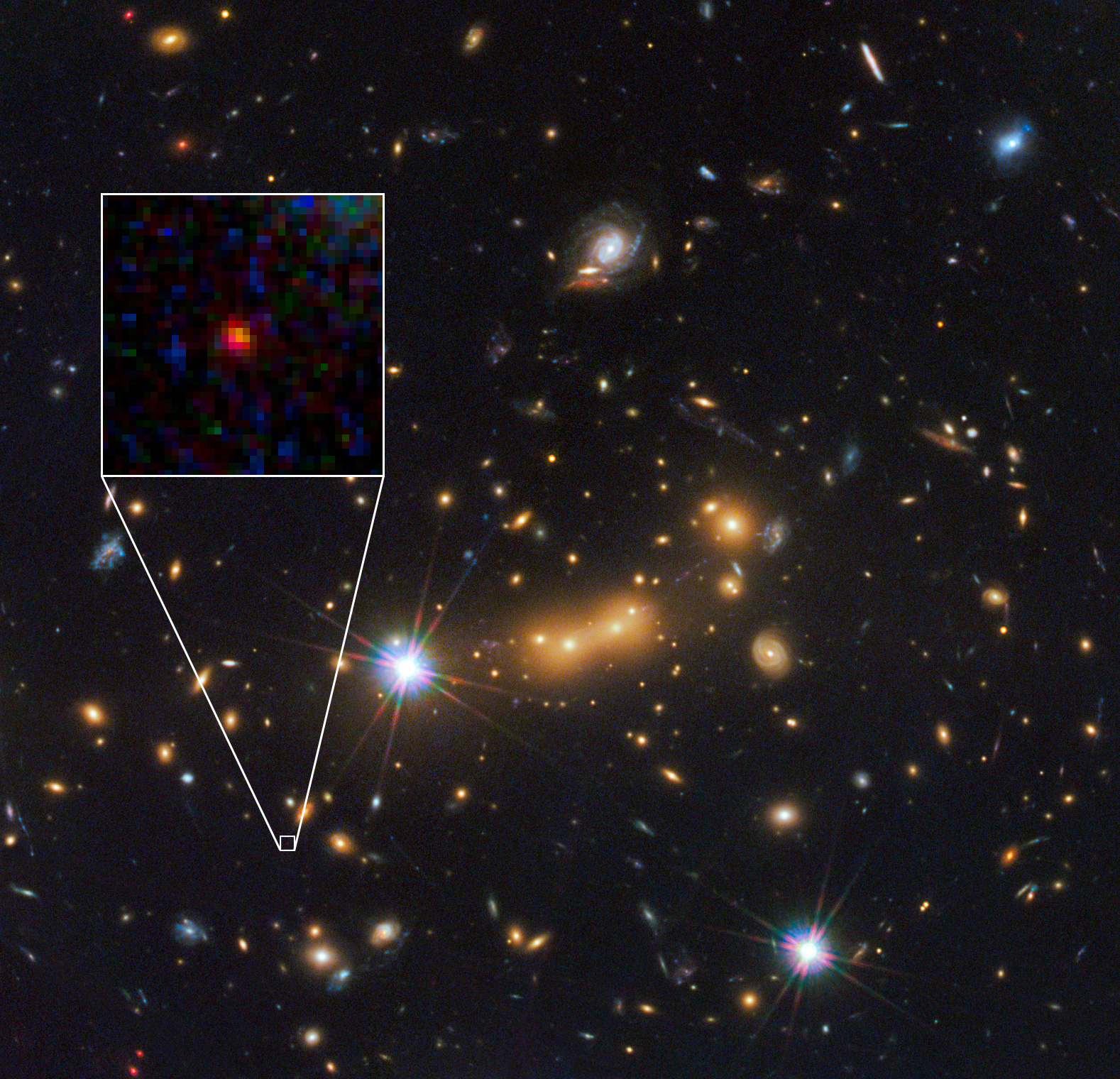
نرى مجرة MACS0647-JD حالياً عندما كانت في مطلع عمرها (في الماضي)، ولذلك هي تظهر صغيرة بالمقارنة بمجرتنا مجرة درب التبانة..

مجرة MACS0647-JD من أبعد المجرات المكتشفة عن الأرض وبالتالي عن مجرة درب اللبانة , الانزياح أحمر لهذه المجرة يبلغ z=10.7 تقريباً أي أنها تقع على بعد أربعة مليارات فرسخ فلكي أو 13.3 مليار سنة ضوئية . تـٌرى هذه المجرة في كوكبة الزرافة ، عرضها 600 سنة ضوئية ، وتشكلت بعد 420 مليون سنة من الانفجار العظيم. تم اكتشاف هذه المجرة من قبل فريق كلاش العلمي (CLASH) .
عند اكتشافها في تشرين الثاني عام 2012 اعتبرت أبعد مجرة عن الأرض ، ولكن بعد شهر تم تعديل المعلومات عن الانزياح الأحمر لمجرة مجرة UDFj-39546284 من z=10.3 إلى z=11.9 لتاخد مركز أبعد مجرة مكتشفة عن الأرض مجدداً.